# Akira Onodera
Akira Onodera (小野寺 晃良 Onodera Akira?,  Prefectura de Kanagawa, Japón, 16 de julio de 1999) es un actor y modelo japonés, afiliado a Stardust Promotion.

## Carrera
Onodera debutó en el año 2016 tras aparecer como el criminólogo clínico Hideo Himura en el drama de televisión, Rinsho Hanzai Gakusha Himura Hideo no Suiri. Ese mismo año, interpretó a un joven Masaki Amamiya en la película High & Low The Red Rain. En 2017, interpretó al personaje principal de Taichi Sagawa en la película Hidamari ga Kikoeru, basada en el manga homónimo. En ella actúa junto al también actor y modelo Hideya Tawada. 
Como modelo, ha aparecido en las revistas Junon y TV Life.

## Filmografía

### Televisión
- Rinsho Hanzai Gakusha Himura Hideo no Suiri (2016) como Hideo Himura
- Akira to Akira (2017, WOWOW)

### Películas
- High & Low The Red Rain (2016) como Masaki Amamiya (joven)
- Hirunaka no Ryūsei (2017) como Manabu Inukai[3]
- Hidamari ga Kikoeru (2017) como Taichi Sagawa[4]
- Last Recipe: Memory of Giraffe's Tongue (2017) como Ken Yanagisawa (15 años)[5]